# Liste der Baudenkmäler in Schönsee
Auf dieser Seite sind die Baudenkmäler in der Oberpfälzer Stadt Schönsee zusammengestellt. Diese Tabelle ist eine Teilliste der Liste der Baudenkmäler in Bayern. Grundlage ist die Bayerische Denkmalliste, die auf Basis des Bayerischen Denkmalschutzgesetzes vom 1. Oktober 1973 erstmals erstellt wurde und seither durch das Bayerische Landesamt für Denkmalpflege geführt wird. Die folgenden Angaben ersetzen nicht die rechtsverbindliche Auskunft der Denkmalschutzbehörde.
 Die Liste gibt den Fortschreibungsstand vom 31. August 2017 wieder und umfasst 47 Baudenkmäler.

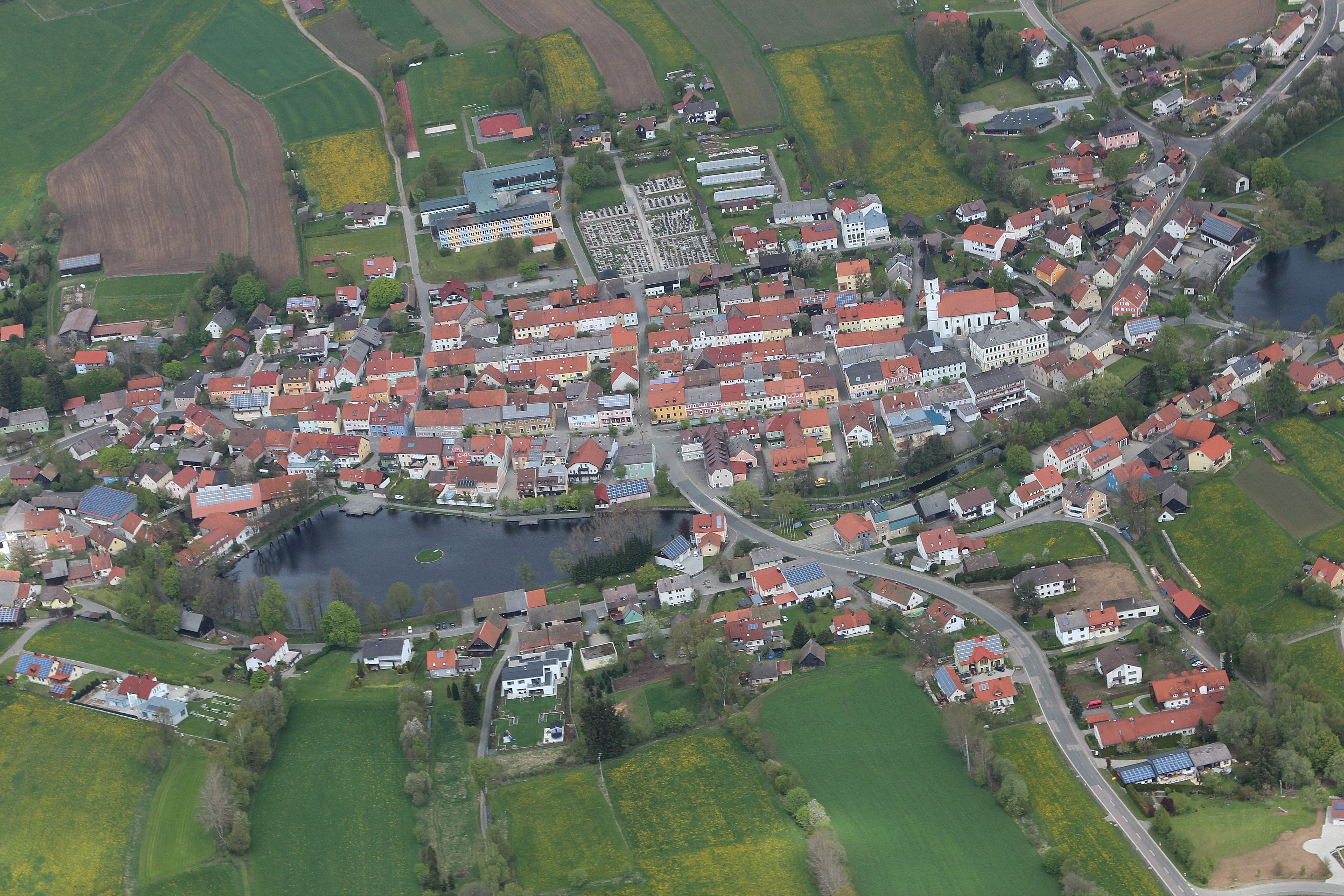
Schönsee aus der Luft

## Baudenkmäler nach Ortsteilen

### Ensemble Altstadt Schönsee

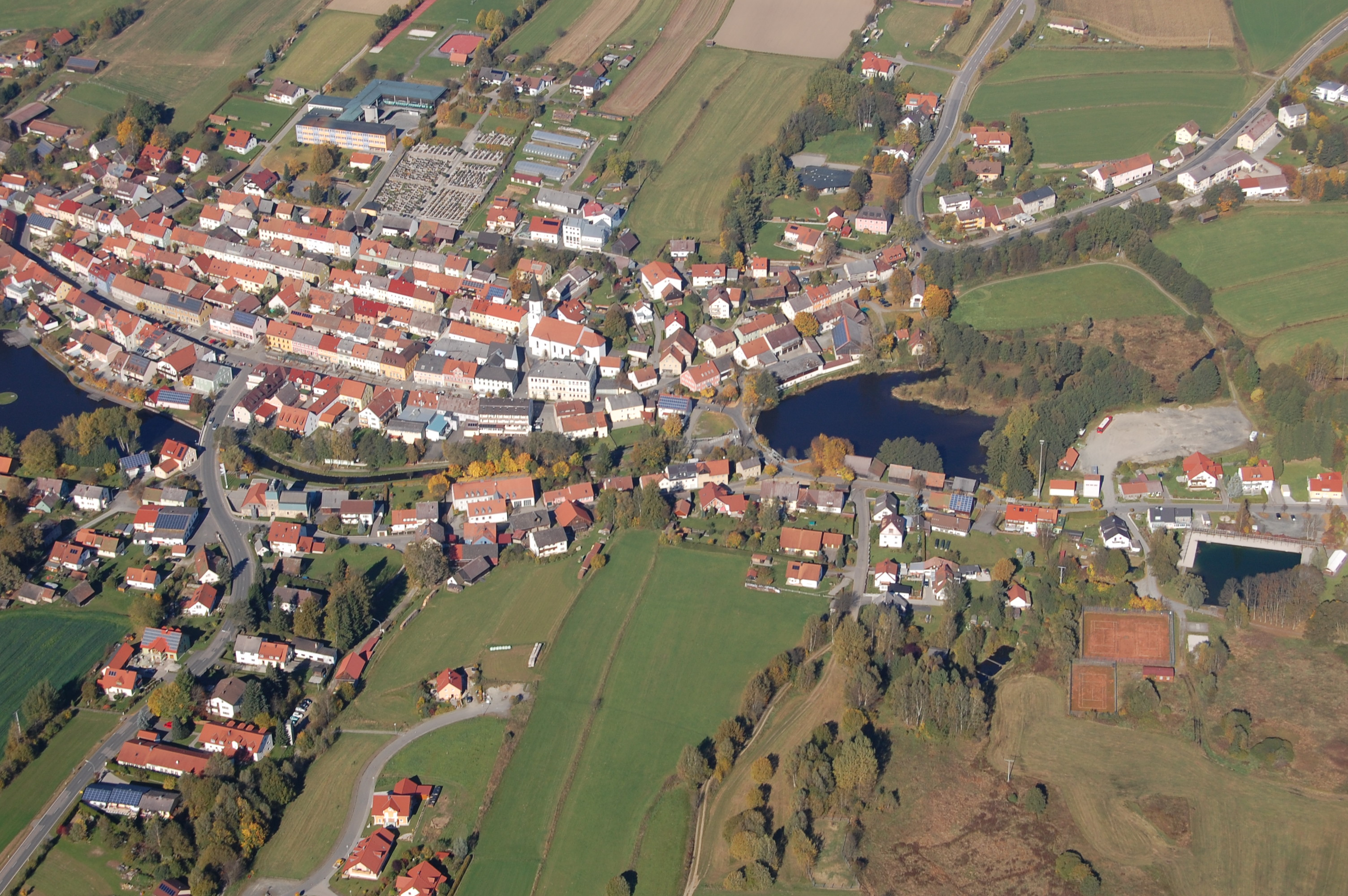

Das Ensemble umfasst den Stadtkern von Schönsee, der in seiner heutigen Gestalt auf den regulierten Wiederaufbau nach der Brandkatastrophe von 1868 zurückgeht.
Schönsee liegt am Oberlauf der Ascha auf einer talkesselartigen Fläche. Die Kernsiedlung lag wahrscheinlich um die Pfarrkirche, welche an ihrer alten Stelle wiedererrichtet wurde. Parallel zu dem mehrfach zu Weihern aufgestauten ost-westlich verlaufenden Bachlauf wurden die drei Straßenzeilen angelegt: nächst am Wasser die leicht mondsichelförmig gekrümmte Hauptstraße mit dem aus der Häuserflucht zurückspringenden Rathaus in der Längenhälfte; als Mittelachse des langgestreckten Ovalgrundrisses zielt die geradlinige Kirchstraße genau auf die Westfront mit dem Turm der Pfarrkirche, während als nördliche Längsachse die Pfarrgasse dient und die Dietersdorfer Straße die nach Nordosten gerichtete Vorstadt durchzieht. Die Längenerstreckung des Ovals wird durch mehrere im rechten Winkel abgehende Quergassen unterteilt. Die Bebauung besteht aus meist traufseitigen, ein- bzw. zweigeschossigen Wohnhäusern mit rückwärtig liegenden, ursprünglich landwirtschaftlich genutzten Wirtschaftsgebäuden. Nur an der Hauptstraße sind die Anwesen mit ihren noch biedermeierlich beeinflussten, typisch einfachen, aber gut proportionierten Fassaden etwas aufwendiger gestaltet und werden mit zunehmender Entfernung bescheidener. Architektonische Dominante ist die Pfarrkirche St. Wenzeslaus. Eine Stadtbefestigung gab es nicht. Das Ensemble ist somit ein Zeugnis für eine rationale, nachbiedermeierliche Anlage eines ländlichen Mittelpunkts- und Handelsortes in der zweiten Hälfte des 19. Jahrhunderts, dessen bauliche Substanz durch zahlreiche Überformungen und in der Kubatur angepasste Neubauten in der zweiten Hälfte des 20. Jahrhunderts teilweise stark verändert und dezimiert wurde.
Aktennummer: E-3-76-160-1

### Ensemble Betriebskette Aschatal

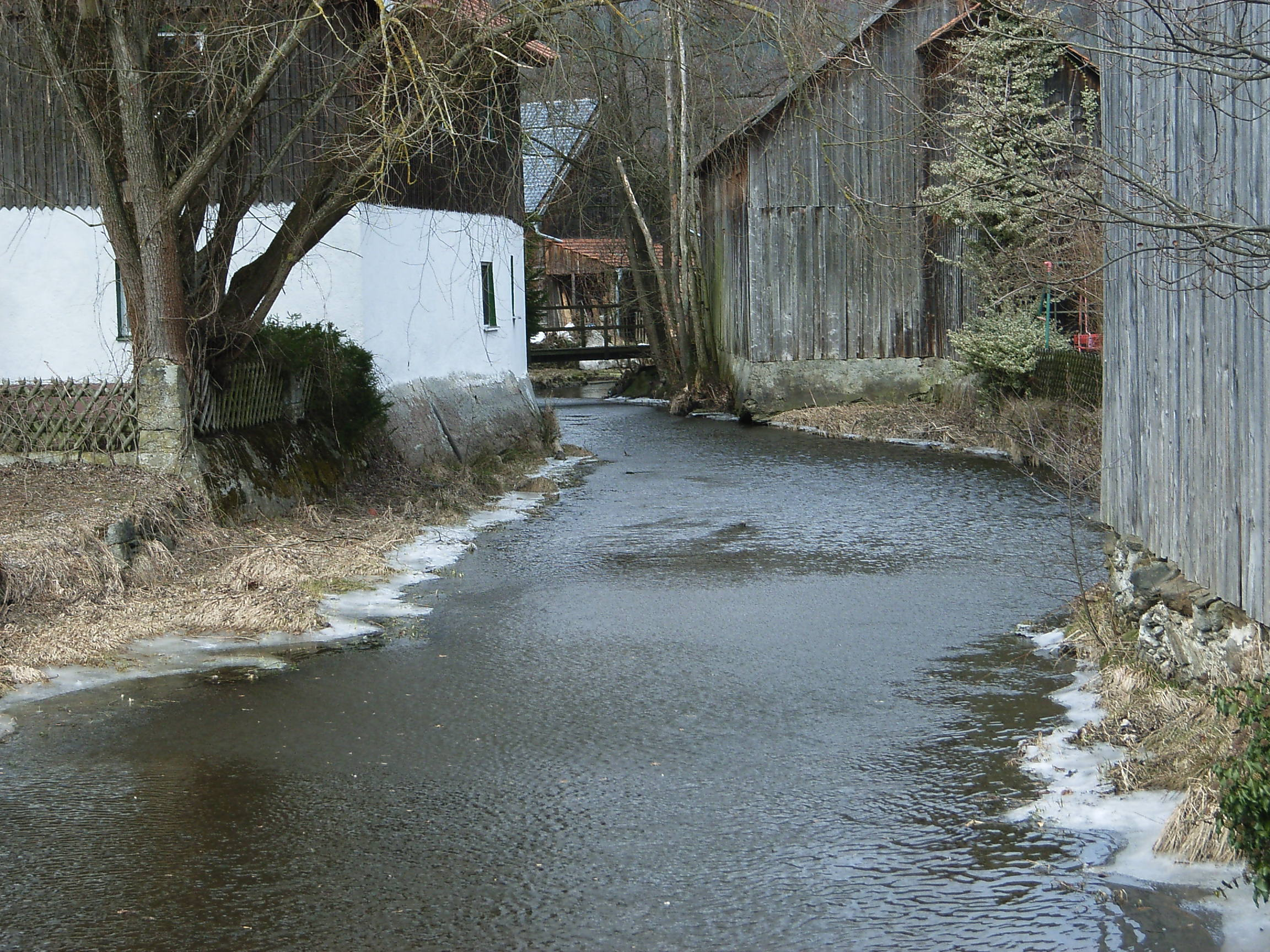

Das Ensemble umfasst die Betriebskette Aschatal. Diese erstreckt sich westlich von Schönsee auf jenen Flussabschnitt, der auf 4,3 Kilometer Länge durch ein enges Waldtal etwa 90 Meter Gefälle hinter sich bringt.
In diesem Bereich lassen sich noch zehn ehemalige Werksanlagen erkennen, die bei geschickter Führung der Triebwasserkanäle im Durchschnitt acht Meter Fallhöhe des Wassers beanspruchen konnten. Die Betriebe waren Eisenhämmer, Säg- und Papiermühlen sowie Glasschleifen und Polierwerke, deren Besitzer zu der privilegierten Schicht gehörten, die Wasser- und Fischereirechte besaß und bei der Holzzuteilung bevorzugt behandelt wurde. Die Anfänge der Betriebe reichen in das Mittelalter zurück: 1387 wurde der Schallerhammer erstmals genannt, der Muggenthalerhammer hat bereits im 14. Jahrhundert bestanden, der Obergaißthaler Hammer geht wohl auf das 15. Jahrhundert zurück. Damals war vielleicht das Eisenrohmaterial noch an Ort und Stelle zu fördern, später musste es mit Fuhrwerken angefahren werden, eine Mühe, die nur wegen der reichlich vorhandenen Wasserkraft und Holzmenge lohnte. Die Gebäude reichen zum kleineren Teil in die Barockzeit zurück, als auch die Technik des Glasschleifens aus Frankreich hier eingeführt wurde; größerenteils stammen sie jedoch aus dem 19. Jahrhundert. Wenn auch die inneren technischen Anlagen weitgehend verloren sind, ist doch diese Werkskette ein bedeutendes Landschafts- und Wirtschaftsdenkmal, welches in der Oberpfalz eine Einmaligkeit darstellt und Zeugnis für das einst reiche Eisenvorkommen in der Oberpfalz ist.
Aktennummer: E-3-76-160-2

## Baudenkmäler nach Ortsteilen

### Schönsee
| Lage                                  | Objekt                                                                        | Beschreibung | Akten-Nr.     | Bild                                                                          |
| ------------------------------------- | ----------------------------------------------------------------------------- | --- | ------------- | ----------------------------------------------------------------------------- |
| Bachgasse 1 (Standort)                | Wildenmühle                                                                   | Satteldachbau im Kern 17. Jahrhundert, Steintafel bezeichnet mit 1664; um 1900 aufgestockt; ehemalige Mühle, Halbwalmdachhaus, 18./19. Jahrhundert; Weiherdamm mit Eisenwehr. | D-3-76-160-2  | Wildenmühle                                                                   |
| Dietersdorfer Straße 3 (Standort)     | Ehemaliges Hammergut, sogenannte Bebenburg                                    | Zweigeschossiger und verputzter Halbwalmdachbau mit traufseitigem Zahngesims und Flachbogenfenstern, 1762, im Kern älter, Dach und Obergeschoss Ende 19. Jahrhundert. | D-3-76-160-4  | Ehemaliges Hammergut, sogenannte Bebenburg                                    |
| Ebenwiesen (Standort)                 | Steinfigur heiliger Johannes von Nepomuk                                      | Doppelansichtige Figur über reliefiertem Sockel, Granit, 1799; westlich der Straße nach Gaisthal. | D-3-76-160-35 | Steinfigur heiliger Johannes von Nepomuk                                      |
| Freyung 1 (Standort)                  | Ehemaliges Kommunbrauhaus                                                     | Reste der ehemaligen Zweiflügelanlage, in der Mitte aufgestockt, Ostteil 17. Jahrhundert, Westteil Mitte 19. Jahrhundert, 2005 zum Kulturzentrum umgebaut und stark verändert. | D-3-76-160-5  | weitere Bilder                                                                |
| Freyung 8 (Standort)                  | Stall                                                                         | Eingeschossiger Satteldachbau aus Bruchsteinmauerwerk, Südwestteil in Ständerbauweise mit Durchfahrt, Zwerchgiebel und Kniestock holzverschalt, Türsturz bezeichnet mit 1812. | D-3-76-160-6  | BW                                                                            |
| Hauptstraße 1 (Standort)              | Wohnhaus, sogenanntes Torhaberl                                               | Freistehender zweigeschossiger Halbwalmdachbau mit Flachbogenfenstern, Anfang 19. Jahrhundert. | D-3-76-160-7  | Wohnhaus, sogenanntes Torhaberl                                               |
| Hauptstraße 4 (Standort)              | Ehemaliges Lebzelterhaus, ursprünglich wohl evangelisch-lutherischer Pfarrhof | Zweieinhalbgeschossiger Walmdachbau mit Stichbogenfenstern, im Kern 16./17. Jahrhundert, im 19. Jahrhundert verändert. | D-3-76-160-8  | Ehemaliges Lebzelterhaus, ursprünglich wohl evangelisch-lutherischer Pfarrhof |
| Hauptstraße 6; Hauptstraße (Standort) | Wohn- und Geschäftshaus                                                       | Zweigeschossiger Traufseitbau mit mittigem Zwerchgiebel, Fassadengestaltung mit rustizierten Ecklisenen, Gesimsgliederung und geohrten Fensterfaschen, zweite Hälfte 19. Jahrhundert, Mittelgiebel bezeichnet mit 1936; Brunnen, verzierter Schalenbrunnen mit Fuß, aus Bronze, von Steinbecken umfasst, 1904. | D-3-76-160-9  | Wohn- und Geschäftshaus                                                       |
| Hauptstraße 20 (Standort)             | Wohnhaus                                                                      | Zweigeschossiger Traufseitbau mit Gesimsgliederung und Stichbogenfenstern, 19. Jahrhundert. | D-3-76-160-10 | Wohnhaus                                                                      |
| Hauptstraße 22 (Standort)             | Gasthaus                                                                      | Zweigeschossiger Eckbau mit Satteldach, Bruchsteinsockel und holzverkleidetem Westgiebel, zweite Hälfte 19. Jahrhundert. | D-3-76-160-11 | Gasthaus                                                                      |
| Hauptstraße 34 (Standort)             | Wohnhaus                                                                      | Lang gestreckter Satteldachbau in Ecklage, mit Putzgliederung und flachbogiger Hofeinfahrt, zweite Hälfte 19. Jahrhundert, im Kern wohl älter. | D-3-76-160-14 | Wohnhaus                                                                      |
| Hauptstraße (Standort)                | Säule mit Kruzifix                                                            | Granit, Ende 19. Jahrhundert; an der Ecke zur Totengasse. | D-3-76-160-12 | Säule mit Kruzifix                                                            |
| Karl-von-Eckart-Straße 1 (Standort)   | Ehemaliges Wohnstallhaus                                                      | Eingeschossiger Satteldachbau in Blockbauweise, westlicher Teil mit Bruchsteinmauerwerk, 19. Jahrhundert. | D-3-76-160-16 | BW                                                                            |
| Kirchstraße 1 (Standort)              | Wohnhaus                                                                      | Eingeschossiger Eckbau mit Satteldach und Einfahrtstor, Fenster mit Granitgewänden, 19. Jahrhundert. | D-3-76-160-17 | Wohnhaus                                                                      |
| Kirchstraße 5 (Standort)              | Wohnhaus                                                                      | Eingeschossiger Satteldachbau, Fenster teils mit Steingewänden, Türsturz bezeichnet mit 1868. | D-3-76-160-18 | Wohnhaus                                                                      |
| Kirchstraße 14 (Standort)             | Wohnhaus                                                                      | Zweigeschossiger Traufseitbau mit Zwerchgiebel und geschnitzter Haustür, zweite Hälfte 19. Jahrhundert. | D-3-76-160-20 | weitere Bilder                                                                |
| Kirchstraße 15 (Standort)             | Wohnhaus                                                                      | Zweigeschossiger Eckbau mit Satteldach und einfacher Putzgliederung, 19. Jahrhundert. | D-3-76-160-21 | Wohnhaus                                                                      |
| Kirchstraße 20 (Standort)             | Wohnhaus                                                                      | Zweigeschossiger Eckbau mit Satteldach und Stichbogenfenstern, 19. Jahrhundert. | D-3-76-160-22 | Wohnhaus                                                                      |
| Kirchstraße 21 (Standort)             | Wohnhaus                                                                      | Erdgeschossiges Giebelhaus, Fenster mit Stuckrahmung, im Kern 17./18. Jahrhundert. | D-3-76-160-23 | Wohnhaus                                                                      |
| Kirchstraße 29 (Standort)             | Ehemaliges Handwerkerhaus                                                     | Eingeschossiger Eckbau mit Satteldach und Rundbogeneinfahrt im Westen, Fenster mit Sandsteingewänden, wohl frühes 19. Jahrhundert | D-3-76-160-50 | Ehemaliges Handwerkerhaus                                                     |
| Klöppelschulstraße 2 (Standort)       | Ehemalige staatliche Klöppelschule                                            | Zweigeschossiger Satteldachbau, mit Sohlbankgesims, Ecklisenen und Stichbogenfenstern, um 1906. | D-3-76-160-24 | Ehemalige staatliche Klöppelschule                                            |
| Lebzeltergasse 2 (Standort)           | Katholische Pfarrkirche St. Wenzeslaus                                        | Saalkirche, flachgedecktes Langhaus mit eingezogenem Polygonchor, vorspringender Fassadenturm mit Spitzhelm, Fassadengestaltung mit Ecklisenen, rundbogiges Südportal mit Sandsteingewände, 1868 Neubau nach Brand, Untergeschoss des Westturms mittelalterlich; mit Ausstattung; profanierte Kapelle der Schmerzhaften Muttergottes, Satteldachbau mit Rundbogenfenstern und nördlichem Sakristeianbau, 19. Jahrhundert. | D-3-76-160-25 | weitere Bilder                                                                |
| Pfarrgasse 10 (Standort)              | Wohnhaus                                                                      | Eingeschossiger Satteldachbau, zweite Hälfte 19. Jahrhundert. | D-3-76-160-26 | Wohnhaus                                                                      |
| Pfarrgasse 12 (Standort)              | Wohnhaus                                                                      | Eingeschossiger Eckbau mit Satteldach und Zwerchhausgiebel, zweite Hälfte 19. Jahrhundert. | D-3-76-160-27 | Wohnhaus                                                                      |
| Vierzehn-Nothelfer-Weg 1 (Standort)   | Katholische Kapelle Zu den Vierzehn Nothelfern                                | Satteldachbau mit einseitig eingezogenem Rechteckchor, Dachreiter mit Zwiebelhaube, mit Rund- und Stichbogenfenstern, 18. Jahrhundert; mit Ausstattung; Figur heiliger Johannes von Nepomuk, farbig gefasstes Holz, 18./19. Jahrhundert; in giebelseitiger Rundbogennische. | D-3-76-160-31 | weitere Bilder                                                                |
| Vorstadt 1 (Standort)                 | Eingeschossiges Wohnhaus                                                      | 19. Jahrhundert. | D-3-76-160-32 | Eingeschossiges Wohnhaus                                                      |
| Vorstadt 3 (Standort)                 | Wohnhaus                                                                      | Zweigeschossiger Giebelbau mit Putzgliederung, 18./19. Jahrhundert; Stadel, teils verputzter Backsteinbau mit Satteldach, beidseitig Korbbogentore, 19. Jahrhundert. | D-3-76-160-33 | weitere Bilder                                                                |
| Vorstadt 21 (Standort)                | Wohnhaus                                                                      | Eingeschossiger Mansardhalbwalmdachbau, 18./19. Jahrhundert | D-3-76-160-34 | Wohnhaus                                                                      |

### Dietersberg
| Lage                                                    | Objekt                      | Beschreibung | Akten-Nr.     | Bild           |
| ------------------------------------------------------- | --------------------------- | --- | ------------- | -------------- |
| Dietersberg 1; Nähe Dietersberg; Dietersberg (Standort) | Ehemaliges Hammerherrenhaus | Zweigeschossiger Satteldachbau mit Staffelgiebeln, Uhrtürmchen und Eckquaderung, Fenster mit geohrten Fensterfaschen, 18./19. Jahrhundert; Hammerkapelle, halbrund geschlossener Satteldachbau mit profiliertem Traufgesims, kreuzgewölbter Innenraum, wohl 18. Jahrhundert; an der westlichen Hofeinfahrt. | D-3-76-160-36 | weitere Bilder |

### Dietersdorf
| Lage                                    | Objekt                                | Beschreibung | Akten-Nr.     | Bild                         |
| --------------------------------------- | ------------------------------------- | --- | ------------- | ---------------------------- |
| Am Kirchplatz 1 (Standort)              | Katholische Kirche St. Maria          | Flachgedeckter Saalraum mit eingezogenem Polygonchor, Giebelturm mit achtseitigem Obergeschoss und hohem Spitzhelm, Fassadengestaltung mit Lisenen, zweite Hälfte 19. Jahrhundert, mit Ausstattung. | D-3-76-160-37 | Katholische Kirche St. Maria |
| Dietersdorfer Hauptstraße 38 (Standort) | Bauernhof                             | Wohnhaus Halbwalmdachbau mit Putzverzierungen und Giebelverbretterung, bezeichnet mit 1914. | D-3-76-160-38 | BW                           |
| Dietersdorfer Hauptstraße 43 (Standort) | Erdgeschossiges ehemaliges Bauernhaus | Mitte 19. Jahrhundert, verbretterter Blockbau mit Halbwalmdachbau. | D-3-76-160-39 | BW                           |

### Gaisthal
| Lage                           | Objekt                                     | Beschreibung | Akten-Nr.     | Bild           |
| ------------------------------ | ------------------------------------------ | --- | ------------- | -------------- |
| Schönseer Straße 10 (Standort) | Pfarrhaus                                  | Zweigeschossiger Satteldachbau mit Ecklisenen und Sandsteingewänden, 1870.                                                                                                | D-3-76-160-41 | Pfarrhaus      |
| Schönseer Straße 12 (Standort) | Katholische Expositurkirche St. Laurentius | Flachgedeckter Saalbau mit eingezogenem Rechteckchor, südlich daran Sakristei, Giebeltürmchen mit Zwiebelhaube, frühes 18. Jahrhundert; mit Ausstattung; mit Ausstattung. | D-3-76-160-42 | weitere Bilder |

### Gaisthalerhammer
| Lage                                              | Objekt             | Beschreibung | Akten-Nr.     | Bild           |
| ------------------------------------------------- | ------------------ | --- | ------------- | -------------- |
| Gaisthalerhammer 2; Gaisthalerhammer 4 (Standort) | Ehemalige Schleife | Zwei parallel zueinander stehende, zweigeschossige Satteldachbauten mit versetztem Giebel, aus Bruchsteinmauerwerk, Fenster- und Türgewände aus Sandstein, dazwischen Unterwasserkanal, 1848; Zulaufkanal mit Schleusen, um 1848. | D-3-76-160-40 | weitere Bilder |

### Laub
| Lage                                     | Objekt                    | Beschreibung | Akten-Nr.     | Bild |
| ---------------------------------------- | ------------------------- | --- | ------------- | ---- |
| Laub 2; Gegen Schwand; Laub 1 (Standort) | Bauernhaus                | Eingeschossiger Satteldachbau aus Bruchsteinmauerwerk, mit Blockbauteil, Giebel und Kniestock mit Holzverbretterung, 18./19. Jahrhundert; Backhaus, Bruchsteinbau mit Satteldach, 18./19. Jahrhundert. | D-3-76-160-43 | BW   |
| Laub 12 (Standort)                       | Wohnhaus eines Bauernhofs | Eingeschossiger Satteldachbau mit Seitenvordach, erste Hälfte 19. Jahrhundert. | D-3-76-160-44 | BW   |

### Lindau
| Lage                        | Objekt                  | Beschreibung | Akten-Nr.      | Bild |
| --------------------------- | ----------------------- | --- | -------------- | ---- |
| Hintere Lindau 1 (Standort) | Ehemaliges Forstanwesen | Wohnstallhaus, eingeschossiger Steildachbau mit Kniestock und Greddach nach Osten, Bruchstein- und Ziegelmauerwerk, bezeichnet 1797, im frühen 19. Jh. erweitert und um 1900 umgebaut; Stadel und Remise, eingeschossiger Satteldachbau in Holzständerkonstruktion, im Kern um 1800, später erweitert; Backhaus, kleiner Satteldachbau mit Bruchstein- und Ziegelmauerwerk, um 1900. | D-3-76-160-102 | BW   |

### Muggenthal
| Lage                                   | Objekt                                                                                        | Beschreibung | Akten-Nr.     | Bild           |
| -------------------------------------- | --------------------------------------------------------------------------------------------- | --- | ------------- | -------------- |
| Muggenthal 1; Muggenthal 1a (Standort) | Ehemaliges Hammerherrenhaus, dann Mühle, sogenannte Mollermühle, bis 1937 Spiegelglasschleife | Zweigeschossiger Satteldachbau, Sockel aus Granitbruchsteinwerk, mit Flachbogenfenstern im Obergeschoss und Sohlbankgesims, wohl frühes 19. Jahrhundert; Stall, zweigeschossiger Satteldachbau, Erdgeschoss aus Bruchsteinmauerwerk, mit barocken Gewölben, 18. Jahrhundert, später aufgestockt; Kelleranlage; oberhalb der Hofanlage. | D-3-76-160-45 | weitere Bilder |

### Rosenhof
| Lage                                 | Objekt                                                   | Beschreibung | Akten-Nr.     | Bild           |
| ------------------------------------ | -------------------------------------------------------- | --- | ------------- | -------------- |
| Rosenhof 1; Nähe Rosenhof (Standort) | Ehemalige Holzwollefabrik Bitoun                         | Büro- und Wohnhaus, zweigeschossiger Bau mit auskragendem Flachsatteldach und Stichbogenfenstern; Betriebsgebäude, zwei- und dreigeschossige Flachsatteldachbauten mit Flachbogenfenstern, Obergeschoss teils verbrettert; Stall mit Arbeiterwohnungen, zweigeschossiger Flachsatteldachbau mit Fachwerkobergeschoss; letztes Viertel 19. Jahrhundert. | D-3-76-160-47 | weitere Bilder |
| Rosenhof 3 (Standort)                | Villa des ehemaligen Fabrikbesitzers der Holzwollefabrik | Zweigeschossiger Halbwalmdachbau im Heimatstil, mit Fachwerkgiebeln, Kniestock und Mittelrisalit, Arkadengang im Erdgeschoss, bezeichnet mit 1902, Balustraden jünger. | D-3-76-160-48 | weitere Bilder |

### Rosenthal
| Lage                   | Objekt                 | Beschreibung                                                          | Akten-Nr.     | Bild           |
| ---------------------- | ---------------------- | --------------------------------------------------------------------- | ------------- | -------------- |
| Rosenthal 3 (Standort) | Ehemalige Glasschleife | Erste Hälfte 19. Jahrhundert, langgestreckter massiver Satteldachbau. | D-3-76-160-49 | weitere Bilder |

### Schallerhammer
| Lage                           | Objekt                                           | Beschreibung | Akten-Nr.    | Bild           |
| ------------------------------ | ------------------------------------------------ | --- | ------------ | -------------- |
| Am Schallerhammer 4 (Standort) | Ehemaliges Hammergut, sogenannter Schallerhammer | Zweigeschossiger Mansardwalmdachbau mit obergeschossigen Stichbogenfenstern und Sohlbankgesims, im Kern 17. Jahrhundert; Kapelle, kleiner Satteldachbau mit eingezogenem Polygonchor und Dachreiter, Spitzbogenportal mit Zierrahmung, Anfang 19. Jahrhundert; an der Einfahrt. | D-3-76-160-1 | weitere Bilder |

## Ehemalige Baudenkmäler
In diesem Abschnitt sind Objekte aufgeführt, die früher einmal in der Denkmalliste eingetragen waren, jetzt aber nicht mehr. Objekte, die in anderem Zusammenhang also z. B. als Teil eines Baudenkmals weiter eingetragen sind, sollen hier nicht aufgeführt werden. Aktennummern in diesem Abschnitt sind ehemalige, jetzt nicht mehr gültige Aktennummern.

| Lage                                | Objekt      | Beschreibung                             | Akten-Nr.     | Bild        |
| ----------------------------------- | ----------- | ---------------------------------------- | ------------- | ----------- |
| Schönsee Hauptstraße 25 (Standort)  | Konsolstein | Über Rathausportal, bezeichnet mit 1593. | D-3-76-160-13 | Konsolstein |
| Rackenthal In Rackenthal (Standort) | Dorfkapelle | 18./19. Jahrhundert.                     | D-3-76-160-46 | BW          |

## Abgegangene Baudenkmäler
In diesem Abschnitt sind Objekte aufgeführt, die früher einmal in der Denkmalliste eingetragen waren, jetzt aber nicht mehr existieren, z. B. weil sie abgebrochen wurden. Aktennummern in diesem Abschnitt sind ehemalige, jetzt nicht mehr gültige Aktennummern.

| Lage                                                      | Objekt                  | Beschreibung                                                                       | Akten-Nr.     | Bild     |
| --------------------------------------------------------- | ----------------------- | ---------------------------------------------------------------------------------- | ------------- | -------- |
| Schönsee Badergasse; Nähe Am Graben; Am Graben (Standort) | Giebelständiges Eckhaus | 18. Jahrhundert; Stallgebäude.                                                     | D-3-76-160-29 | BW       |
| Schönsee Böhmerwaldstraße 4 (Standort)                    | Lochmühle               | Halbwalmdachbau, 19. Jahrhundert; an ihrer Stelle jetzt ein sogenannter „Kurpark“. | D-3-76-160-3  | BW       |
| Schönsee Hauptstraße 35 (Standort)                        | Satteldachhaus          | Mit Flacherker, 19. Jahrhundert.                                                   | D-3-76-160-15 | BW       |
| Schönsee Kirchstraße 9 (Standort)                         | Wohnhaus                | Eingeschossiger Satteldachbau, 19. Jahrhundert.                                    | D-3-76-160-19 | Wohnhaus |